# Anders Sandøe Ørsted
För botanikern, se Anders Sandøe Ørsted (botaniker).

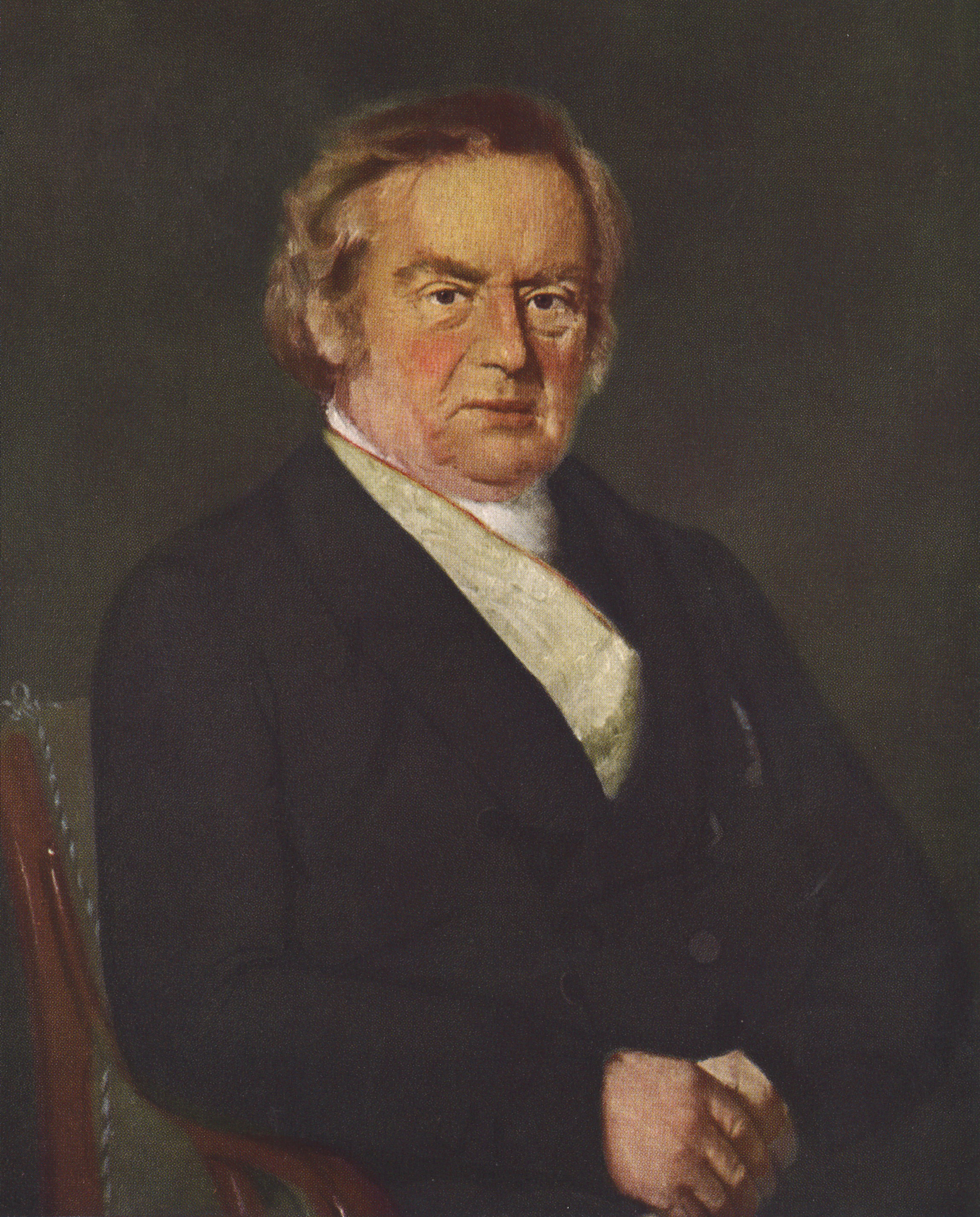
Anders Sandøe Ørsted porträtterad av Christian Albrecht Jensen 1840.

Anders Sandøe Ørsted född den 21 december 1778 i Rudkøbing, Danmark, död den 1 maj 1860, var Danmarks statsminister mellan 1842 och 1848, samt 1853 och 1854. Han var en av de mest betydande personerna inom dansk lagstiftning, framförallt under den sista delen av enväldet.

## Karriär som jurist och inom statsförvaltningen
Ørsted avlade juridisk examen 1799 och blev assessor vid hov- och stadsrätten 1801 samt 1810 vid Højesteret (högsta domstolen i Danmark). Han blev deputerad vid regeringsdepartementet (Danske Kancelli) 1813 och generalprokurator (juridisk rådgivare åt regeringen) 1825, bägge posterna kom han att behålla fram till 1848. 
Anders Sandøe Ørsted blev statsminister 1842. Ursprungligen var han liberal och kämpade under sin tid i den statliga administrationen mot tilltagande inskränkningar i tryckfrihetslagen.
Från 1840 var han som regeringens representant, delvis mot sin vilja, med om att föra en konservativ politik, vilket medförde att han kom att stöta ifrån sig sina sympatisörer samtidigt som han själv med tiden blev mer konservativ. 
Ørsted fick efter Kristian VIII:s död i januari 1848 i uppdrag att tillsammans med Peter Georg Bang och Carl Moltke utarbeta en gemensam författning för Danmark, Slesvig, Holstein och Sachsen-Lauenburg. Två månader senare blev han tvingad att avgå ur regeringen i samband med marsoroligheterna som orsakade enväldets fall. Han satt i landstinget mellan 1850 och 1853 som representant för Köpenhamn, varefter han i april 1853 blev utsedd till statsminister.

## Statsminister

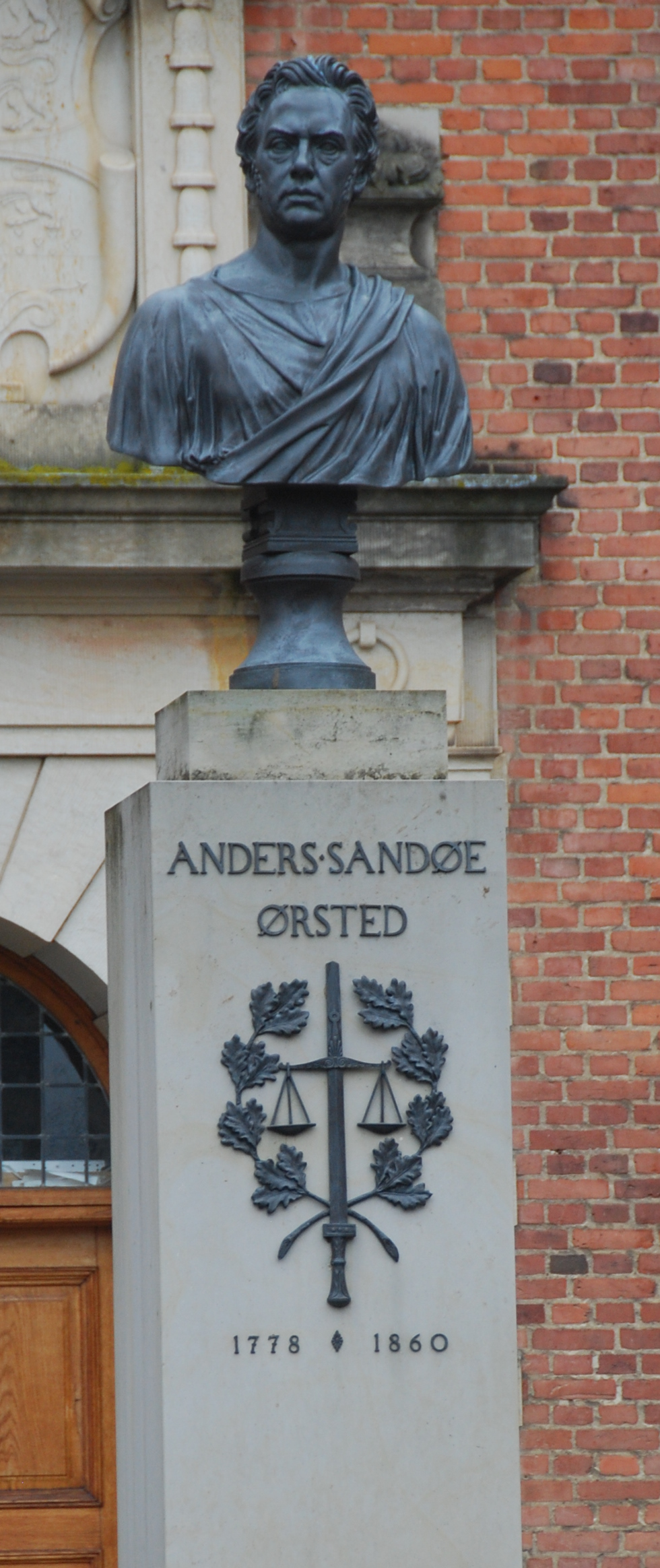
Byst av Ørsted utanför Vestre Landsret i Viborg.

Som statsminister genomförde han en ändring av tronföljden , vilket säkrade den blivande Kristian IX arvsrätten. Han var nu klart konservativ och försökte motverka de liberala förändringar som genomförts under åren innan. Genom en förordning 26 juli 1854 oktrojerade han en ny gemensam författning för Danmark, Slesvig, Holstein och Lauenburg. Det medförde ett så omfattande motstånd att han var tvungen att avgå i december 1854 och året efter ställdes inför riksrätt. Han frikändes i februari 1856 genom att Højesterettens röster var i majoritet, även om landstinget (den andra delen av riksrätten) hade velat fälla honom. Därefter kom han att leva ett tillbakadraget liv fram till sin död.

## Övrigt
Anders Sandøe Ørsted gav ut skrifterna Juridisk archiv och Juridisk tiddskrift 1804–1830. Till hans femtioårsjubileum som jurist stiftades det 1851 genom en insamling i Danmark och Norge ett legat med hans namn.
Anders Sandøe Ørsted var bror till fysikern Hans Christian Ørsted och farbror till botanikern Anders Sandøe Ørsted.